# Synotaxus
Synotaxus és un gènere d'aranyes araneomorfes, l'únic gènere existent actualment de la família dels sinotàxids (Synotaxidae). Fou descrit per primera vegada per Eugène Simon el 1895. Viuen a Amèrica Central i Amèrica del Sud.

## Sistemàtica
La família dels sinotàxids (Synotaxidae) fins fa poc havia sigut una família més gran. El 28 d'octubre de 2006, aquesta família tenia 13 gèneres i 68 espècies d'Amèrica Central i Amèrica del Sud, Nova Zelanda i Austràlia. Havia sigut descrita per E. Simon el 1894. L'any 2017, a partir d'un estudi de Dimitrov et al, tan sols forma part de la família el gènere Synotaxus. Tots els altres gèneres han sigut transferits a la família dels fisoglènids (Physoglenidae).

## Gèneres
Segons el World Spider Catalog amb data de 14 de gener de 2019, dins la família dels sinotàxids només existeix actualment un gènere:
- Synotaxus Simon, 1895

### Gèneres fòssils
Segons el World Spider Catalog versió 19.0 (2018), dins la família dels sinotàxids existeixen els següents gèneres fòssils:
- †Acrometa Petrunkevitch, 1942
- †Anandrus Menge, 1856
- †Chelicerinus Wunderlich, 2008
- †Cornuanandrus Wunderlich, 1986
- †Dubiosynotaxus Wunderlich, 2004
- †Eosynotaxus Wunderlich, 2004
- †Gibbersynotaxus Wunderlich, 2004
- †Protophysoglenes Wunderlich, 2004
- †Pseudoacrometa Wunderlich, 1986
- †Succinitaxus Wunderlich, 2004
- †Sulcosynotaxus Wunderlich, 2004

### Espècies deSynotaxus
Segons el World Spider Catalog amb data de 14 de gener de 2019, té les següents espècies:
- Synotaxus bonaldoi Santos & Rheims, 2005
- Synotaxus brescoviti Santos & Rheims, 2005
- Synotaxus ecuadorensis Exline, 1950
- Synotaxus itabaiana Santos & Rheims, 2005
- Synotaxus jaraguari Souza, Brescovit & Araujo, 2017
- Synotaxus leticia Exline & Levi, 1965
- Synotaxus longicaudatus (Keyserling, 1891)
- Synotaxus monoceros (Caporiacco, 1947)
- Synotaxus siolii Santos & Rheims, 2005
- Synotaxus turbinatus Simon, 1895
- Synotaxus waiwai Agnarsson, 2003

### Superfamília
Els sinotàxids havien format part de la superfamília dels araneoïdeus (Araneoidea), al costat de tretze famílies més entre les quals cal destacar pel seu nombre d'espècies: linífids, aranèids, terídids, tetragnàtids i nestícids. Les aranyes, tradicionalment, havien estat classificades en famílies que van ser agrupades en superfamílies. Quan es van aplicar anàlisis més rigorosos, com la cladística, es va fer evident que la major part de les principals agrupacions utilitzades durant el segle XX no eren compatibles amb les noves dades. Actualment, els llistats d'aranyes, com ara el World Spider Catalog, ja ignoren la classificació de superfamílies.